# Морарци
Морарци или Моравца (грч. Αντιγόνεια, Антигонија) је насељено место у општини Кукуш у периферији Средишња Македонија, Грчка. Према попису из 2021. године било је 89 становника.
Према бугарском географу и историчару, Василу Канчову, у Морарцима је 1900. године живело 1.200 Словена хришћана. Током Другог балканског рата село је настрадало од грчке војске а велики део словенског становништва је протеран. Године 1924. преостало словенско становништво је принудно исељено у Бугарску (312 особа) а на њихово место је насељен већи број грчких избегличких породица из Турске. На попису из 1928. године Морарци су имали 336 становника.